# Alpaida canela
Alpaida canela Levi, 1988 è un ragno appartenente alla famiglia Araneidae.

## Etimologia
Il nome della specie deriva dal comune brasiliano di rinvenimento: Canela

## Caratteristiche
L'olotipo femminile rinvenuto ha dimensioni: cefalotorace lungo 1,8mm, largo 1,4mm; il primo femore misura 1,7mm e la patella e la tibia circa 2,1mm.

## Distribuzione
La specie è stata rinvenuta nel Brasile meridionale: nel territorio del comune di Canela, appartenente allo stato del Rio Grande do Sul.

## Tassonomia
Al 2014 non sono note sottospecie e dal 1988 non sono stati esaminati nuovi esemplari.